# Mekarmukti (Cibinong)
Mekarmukti is een bestuurslaag in het regentschap Cianjur van de provincie West-Java, Indonesië. Mekarmukti telt 2074 inwoners (volkstelling 2010).